# Schwarzburg-Rudolstädter Oberherrschaft
Als Oberherrschaft der Grafschaft bzw. seit 1697 des Fürstentums des Hauses Schwarzburg-Rudolstadt wurden – nach der Topografie benannt, in Abgrenzung zu der Schwarzburg-Rudolstädter Unterherrschaft – mehrere Gebietsteile in Mittel- und Südthüringen bezeichnet. Diese gehörten einst zu den Besitzungen der Herren von Schwarzburg, die Graf Günther XL., der Reiche, zur maximalen Größe in der Grafschaft Schwarzburg vereinte.
Unter seinen vier Söhnen wurden diese 1571 im Stadtilmer Vertrag und nochmals 1574 wieder geteilt. Dabei entstanden die Grafschaften Schwarzburg-Sondershausen unter Johann Günther I., Schwarzburg-Frankenhausen unter Wilhelm I., Schwarzburg-Arnstadt unter Günther XLI. und Schwarzburg-Rudolstadt unter Albrecht VII.

## Daten der Schwarzburg-Rudolstädter Oberherrschaft
- Fläche: 735 km²
- Städte: Rudolstadt, Bad Blankenburg, Königsee, Oberweißbach, Schwarzburg, Stadtilm
- Landratsämter: Rudolstadt und Königsee
- Exklaven: Angelroda, Bücheloh, Elxleben, Leutenberg, Oesteröda, Weisbach bei Leutenberg, Weitisberga

## Geographische Ausdehnung
Die Schwarzburg-Rudolstädter Oberherrschaft lag im Thüringer Schiefergebirge und dem vorgelagerten Paulinzellaer Vorland. Sie bestand aus einem größeren Westteil (mit Rudolstadt, Schwarzburg, Blankenburg, Königsee und Teichel) und einem kleineren Ostteil (mit Leutenberg), welcher durch das Territorium des Herzogtums Sachsen-Saalfeld voneinander getrennt war. Hauptfluss des Westteils war die Schwarza mit ihren Nebenflüssen Lichte mit Piesau, Sorbitz und Rinne mit Rottenbach. Die Schwarza mündete an der Ostgrenze des Westteils in die Saale. Der Westliche Teil der Oberherrschaft entwässerte in die Ilm. Das vom Hauptgebiet der Oberherrschaft getrennt gelegene Leutenberger Gebiet im Osten lag im Mündungsgebiet der Sormitz in die Loquitz bzw. von dieser in die Saale. Der südlichste Ausläufer des Westteils berührte bei Neuhaus den Rennsteig. Zum Gebiet gehörten fünf Exklaven, eine Enklave lag bei Rudolstadt.
Das Hauptgebiet der Oberherrschaft liegt heute zum Großteil im Westen des Landkreises Saalfeld-Rudolstadt und zum kleineren Teil im Osten des Ilm-Kreises. Fünf Orte am südlichen Rand sind dem Landkreis Sonneberg zugeordnet. Das Leutenberger Gebiet liegt im Osten des Landkreises Saalfeld-Rudolstadt. Fünf Orte liegen heute im Saale-Orla-Kreis.

## Zugehörige Gebiete
Das Staatsgebiet der Oberherrschaft von Schwarzburg-Rudolstadt bestand aus den zwei getrennten Teilgebieten Rudolstadt und Leutenberg. Dazu kamen noch mehrere Exklaven. Der Schwarzburg-Rudolstädter Teil bildete den Ostteil der Schwarzburger Oberherrschaft. Die Oberherrschaft von Schwarzburg-Rudolstadt bestand aus den Amtsgerichtsbezirken Rudolstadt, Stadtilm, Königsee, Oberweißbach, dem abgetrennten Gerichtsbezirk Leutenberg und vier kleineren Parzellen.

### Ämter der Schwarzburg-Rudolstädter Oberherrschaft
- Amt Rudolstadt (mit Rudolstadt und der Heidecksburg, Bad Blankenburg, Teichel und Kirchhasel)
- Amt Stadtilm (mit Stadtilm, Paulinzella, Gräfinau und den Enklaven Angelroda, Bücheloh, Oesteröda und Elxleben)
- Amt Ehrenstein
- Amt Königsee (mit Königsee, Schwarzburg, Oberweißbach, Katzhütte, Neuhaus am Rennweg und Scheibe-Alsbach)
- Amt Könitz
- Amt Leutenberg (mit Leutenberg, Eichicht und den Enklaven Weitisberga und Weisbach)
- Amt Oberweißbach
- Amt Paulinzella
- Amt Schwarzburg

### Territoriale Veränderungen
Das Schwarzburgische Drittel von Dienstedt wurde 1815 infolge des Wiener Kongresses an das Großherzogtum Sachsen-Weimar-Eisenach abgegeben und mit den beiden anderen Dritteln vereinigt. Infolge eines Gebietsaustausches mit dem Herzogtum Sachsen-Gotha-Altenburg kamen im Jahr 1825 die vier Kochbergschen Amtsorte der Herrschaft Oberkranichfeld, Geitersdorf, Pflanzwirbach, Mörla und Milbitz, an das Fürstentum Schwarzburg-Rudolstadt. Sie lagen bisher als Enklaven im Gebiet oder am Rand der Oberherrschaft.
Bei einer Neugliederung des Staatsgebietes im Jahre 1850 wurden in der Oberherrschaft die zwei Landratsämter Rudolstadt und Königsee gebildet. Das Landratsamt Rudolstadt umfasste den nördlichen Teil der Oberherrschaft mit Rudolstadt und Stadtilm sowie die Exklaven Angelroda, Elxleben, Leutenberg und Weisbach.
Das Landratsamt Königsee umfasste den südlichen Teil der Oberherrschaft mit Königsee und Schwarzburg. Es ging auf das Amt Schwarzburg zurück, dessen Amtssitz 1668 nach Königsee verlegt wurde. Es umfasste einen Landstrich an der Schwarza und an der Rinne im Thüringer Schiefergebirge.
1858 erfolgte die Auflösung des Landratsamtes Rudolstadt und die Wahrnehmung der Aufgaben für den bisherigen Verwaltungsbezirk zentral von der Regierung von Schwarzburg-Rudolstadt. 1868 wurde das Landratsamt Rudolstadt neu gebildet, 1893 die Stadt Rudolstadt daraus ausgegliedert.
Im Jahre 1908 erfolgte die Umgliederung der Gemeinde Unterrottenbach (1895: 99 Einwohner) in den Bezirk des Landratsamtes Königsee und der Zusammenschluss mit Oberrottenbach zu Rottenbach.
1918 wurde aus dem Fürstentum Schwarzburg-Rudolstadt der Freistaat Schwarzburg-Rudolstadt, der wiederum am 1. Mai 1920 im Land Thüringen aufging.

## Orte der Oberherrschaft Schwarzburg-Rudolstadt im Jahr 1900

### Landratsamt Rudolstadt (Westteil mit Rudolstadt und Stadtilm)
| - Angelroda (Exklave) - Blankenburg** - Böhlscheiben - Braunsdorf - Bücheloh (Exklave) - Burkersdorf - Cordobang - Cottendorf - Cumbach - Dittersdorf - Dittrichshütte - Döllstedt - Dörnfeld - Ehrenstein - Eichfeld | - Ellichleben - Elxleben (Exklave) - Eschdorf - Fröbitz - Geilsdorf - Geitersdorf - Gösselborn - Gräfinau - Griesheim - Groschwitz - Großgölitz - Großhettstedt - Großliebringen - Hammersfeld - Hengelbach | - Keilhau - Kirchhasel mit Unterhasel - Kleingölitz - Kleinhettstedt, schwarzburg. Anteil**** - Kleinliebringen - Leutnitz - Lichstedt - Milbitz (bei Teichel) - Mörla - Nahwinden - Oberilm - Oberwirbach - Oesteröda - Paulinzella - Pflanzwirbach | - Quittelsdorf - Rudolstadt, Stadt - Schaala - Schwarza - Singen - Solsdorf - Stadtilm, Stadt - Teichel, Stadt - Teichröda - Teichweiden - Thälendorf - Unterrottenbach* - Unterwirbach, schwarzburg. Anteil*** - Volkstedt - Watzdorf | - Wüllersleben - Zeigerheim |

* 1908: Umgliederung der Gemeinde Unterrottenbach (1895 = 99 EW) in den Bezirk des Landratsamtes Königsee und Zusammenschluss mit Oberrottenbach zu Rottenbach.
** 1911 Umbenennung in „Bad Blankenburg“
*** der andere Teil gehörte zum Herzogtum Sachsen-Meiningen, ehemals Herzogtum Sachsen-Coburg-Saalfeld (Landkreis Saalfeld)
**** der andere Teil gehörte zum Großherzogtum Sachsen-Weimar-Eisenach

### Landratsamt Rudolstadt (Ostteil mit Leutenberg)
| - Arnsbach - Breternitz - Bucha - Burglemnitz - Döhlen - Dorfilm - Eichicht - Eyba - Fischersdorf - Gleima | - Heberndorf (Exklave) - Herschdorf (bei Leutenberg) - Hirzbach - Hockeroda - Hockerodaer Hammer - Hohenwarte - Kleingeschwenda (bei Leutenberg) - Knobelsdorf - Könitz - Laasen | - Landsendorf - Leutenberg, Stadt - Löhma - Munschwitz mit St. Jakob - Preßwitz - Reschwitz - Roda - Rosenthal - Schweinbach - Steinsdorf | - Tauschwitz - Unterloquitz - Weisbach, schwarzburg. Anteil* (Exklave) - Weitisberga, schwarzburg. Anteil* (Exklave) - Wickendorf |

* der andere Teil gehörte zum Fürstentum Reuß jüngerer Linie (Landratsamt Schleiz), ehemals Reuß-Lobenstein
Zum Landratsamt Rudolstadt gehörten noch die unbewohnten gemeindefreien Waldbezirke Benndorf, Eisenberg, Eyba I, Eyba II, Hain, Hohefahrt, Leutenberg I, Leutenberg II, Leutenberg III, Leutenberg IV, Leutenberg V, Leutenberg VI, Lieberain, Paulinzella I, Schwarzburg I, Selzenbach, Tännich, Tannberg, Trogenbach und Ziegenleithe.

### Landratsamt Königsee
| - Allendorf - Allersdorf - Alsbach - Aschau - Barigau - Bechstedt - Blumenau - Böhlen - Cursdorf - Deesbach | - Dörnfeld - Döschnitz - Dröbischau - Egelsdorf - Friedersdorf - Geiersthal - Glasbach - Goldisthal - Herschdorf (bei Königsee) - Horba | - Katzhütte - Königsee, Stadt - Leibis - Lichta - Lichte - Lichtenhain (bei Oberweißbach) - Mankenbach - Mellenbach - Meura - Meuselbach | - Milbitz (bei Königsee) - Neuhaus am Rennweg - Oberhain - Oberhammer - Oberköditz - Oberrottenbach* - Oberschöbling - Oberweißbach - Obstfelderschmiede - Quelitz | - Rohrbach - Rottenbach* - Scheibe - Schmalenbuche - Schwarzburg - Sitzendorf - Storchsdorf - Unterhain - Unterköditz - Unterschöbling | - Unterweißbach - Wildenspring - Wittgendorf |

* 1908: Zusammenschluss von Oberrottenbach (1895 = 184 EW) und Unterrottenbach (bisher Landratsamt Rudolstadt; 1895 = 99 EW) zu Rottenbach
Zum Landratsamt Königsee gehörten noch die unbewohnten gemeindefreien Waldbezirke Cursdorf I, Cursdorf II, Cursdorf III, Hainberg, Katzhütte, Lindig, Neuhaus I, Neuhaus II, Paulinzella II, Paulinzella III, Rothenstein, Scheibe, Schwarzburg II, Sitzendorf I, Sitzendorf II, Sitzendorf III, Unterbreitenbach, Unterweißbach und Wolfthal.